# Parastasia circumferens
Parastasia circumferens är en skalbaggsart som beskrevs av Gilbert John Arrow 1899. Parastasia circumferens ingår i släktet Parastasia och familjen Rutelidae. Inga underarter finns listade i Catalogue of Life.